# Predsednik Južne Koreje
Predsednik Republike Koreje (korejsko 대한민국 대통령; handža 大韓民國 大統領; Daehanminguk Daetongnyeong) je vodja države in šef vlade Južne Koreje. Predsednik je vodja izvršne veje in vrhovni poveljnik oboroženih sil Republike Koreje.
Ustava in spremenjeni zakon o predsedniških volitvah iz leta 1987 določata izvolitev predsednika z neposrednim tajnim glasovanjem, s čimer se je končalo šestnajst let posrednih predsedniških volitev v prejšnjih dveh vladah. Predsednik je neposredno izvoljen za petletni mandat, brez možnosti ponovne izvolitve. Če se predsedniško mesto izprazni, mora biti naslednik izvoljen v šestdesetih dneh, v tem času pa mora predsedniške naloge opravljati južnokorejski premier ali drugi visoki člani kabineta v prednostnem vrstnem redu, kot je določeno z zakonom. Medtem ko je na položaju, predsednik živi v palači Čong va de (Modra hiša) in je izvzet iz kazenske odgovornosti (razen vstaje ali izdaje).

## Zgodovina
Pred ustanovitvijo Prve republike leta 1948 je začasna vlada Republike Koreje, ustanovljena v Šanghaju septembra 1919, kot nadaljevanje več vlad, razglašenih po gibanju 1. marca v začetku tega leta, usklajevala odpor korejskega ljudstva proti Japonski med Japonsko okupacija Koreje. Legitimnost začasne vlade je Južna Koreja priznala v prvotni ustavi iz leta 1948 in sedanji ustavi iz leta 1988.
Predsedniški mandat je bil od leta 1988 omejen na pet let. Pred tem je bil med letoma 1948 do 1972 določen na štiri leta, med leti 1972 in 1981 na šest let, na sedem let pa med 1981 do 1988. Od leta 1981 predsedniku ni dovoljena ponovna izvolitev.

## Pooblastila in dolžnosti predsednika
Poglavje 3 južnokorejske ustave navaja dolžnosti in pooblastila predsednika. Predsednik mora:
- spoštovati ustavo
- ohraniti varnost in domovino Južno Korejo
- prizadevati si za mirno združitev Koreje, običajno deluje kot predsednik Nacionalnega svetovalnega sveta za združitev

Tudi predsednik ima pooblastila:
- vodja izvršne veje oblast
- vrhovni poveljnik južnokorejske vojske
- lahko napovedati vojno
- lahko izvede referendum o vprašanjih državnega pomena
- izdajati izvršne naloge
- podeljevati medalje v čast zaslug za narod
- razglašati izredno stanje, ki začasno ukine vse zakone ali uvede vojno stanje
- ima veto na račune (ob upoštevanju dvotretjinskega večinskega veta, ki ga prekliče državni zbor) [2]

Če parlament glasuje proti odločitvi predsednika, bo ta takoj razglašena za nično.
Predsednik lahko pomembne politične zadeve napoti na nacionalni referendum, napove vojno, sklene mir in druge pogodbe, imenuje visoke javne uslužbence in amnestira (s soglasjem državnega zbora). V času resnih notranjih ali zunanjih pretresov ali groženj, gospodarskih ali finančnih kriz lahko predsednik prevzame izredne pristojnosti »za vzdrževanje nacionalne varnosti ali javnega miru in reda«. Nujni ukrepi se lahko sprejmejo le, kadar parlament ne zaseda in ko ni časa za sklic. Ukrepi so omejeni na »minimalno potrebno«.
Ustava iz leta 1987 je odpravila izrecne določbe ustave iz leta 1980, ki so vladi omogočale, da začasno ustavi svoboščine in pravice ljudi. Vendar pa lahko predsednik v času krize sprejme druge ukrepe, ki bi lahko spremenili ali odpravili obstoječe zakone. Ni jasno, ali bi lahko takšni nujni ukrepi začasno ustavili del same ustave. Nujne ukrepe je treba predložiti parlamentu v soglasje. Če skupščina tega ne potrdi, se lahko nujni ukrepi prekličejo; vsi zakoni, ki jih je preglasil predsedniški ukaz, dobijo prvotni učinek. V zvezi s tem je moč zakonodajalca odločneje uveljavljena kot v primerih ratifikacije pogodb ali napovedi vojne, v katerih Ustava preprosto navaja, da ima parlament »pravico soglašati« s predsednikovimi dejanji. Ustava iz leta 1987 določa, da predsednik ne sme razpustiti državnega zbora.

## Volitve
Pravila predsedniških volitev določa južnokorejska ustava in zakon o javnih volitvah. Predsednik je izvoljen z neposrednim ljudskim glasovanjem, ki se opravi z uporabo prve pretekle funkcije.

## Sorodni ustavni organi
Uradna rezidenca predsednika je Čong va de, kar pomeni 'Hiša modrih strešnikov', skrajšano modra hiša. Predsedniku pomaga osebje predsedniškega sekretariata, ki ga vodi generalni sekretar kabineta. Razen državnega sveta ali kabineta se izvršni direktor zanaša na več ustavnih organov.
Med temi ustavnimi organi je tudi Svet za nacionalno varnost, ki je svetoval glede zunanje, vojaške in notranje politike na področju nacionalne varnosti. Svet, ki mu je predsedoval predsednik, je bil leta 1990 kot statutarni član premier, podpredsednik vlade, ministri za zunanje zadeve, notranje zadeve, finance in narodno obrambo, direktor Agencije za nacionalno varnostno načrtovanje (ANSP) ki je bila do decembra 1980 znana kot Korejska centralna obveščevalna agencija (KCIA), druge pa je določil predsednik. Drugi pomemben organ je Svetovalni svet za nacionalno združitev, ki je bil ustanovljen junija 1981 pod predsedstvom predsednika. Od svojega začetka to telo ni imelo nobene politične vloge, ampak je služilo kot vladna zveza in kot sredstvo za izplačevanje političnih nagrad, tako da je velikemu številu dostojanstvenikov in drugim zagotovilo nazive in priložnosti za občasno srečanje s predsednikom in drugimi visokimi uradniki.
Predsedniku je leta 1990 pomagala tudi revizijska in inšpekcijska komisija. Odbor je poleg revizije računovodskih izkazov vseh javnih institucij natančno preučeval tudi upravno uspešnost vladnih agencij in javnih uslužbencev. O ugotovitvah so poročali predsedniku in parlamentu, ki je imel sam široka pooblastila za nadzor dela birokracije v skladu z določbami ustave. Člane upravnega odbora je imenoval predsednik.

## Odstavitev
Postopek obtožbe je določen v 10. ustavi Južne Koreje iz leta 1987. V skladu s prvim odstavkom 65. člena, če predsednik, premier ali drugi člani državnega sveta kršijo ustavo ali druge zakone o uradni dolžnosti, ji lmahko državni zbor izreče obtožnico.
Določba 2 določa, da mora predlog za obtožbo predlagati ena tretjina, za sprejem pa ga mora odobriti večina poslancev parlamenta. V primeru predsednika mora predlog predlagati večina in ga odobriti dve tretjini ali več od vseh poslancev državnega zbora, kar pomeni, da mora predlog zakona sprejeti od 200 od 300 poslancev parlamenta. Ta člen določa tudi, da se osebi, zoper katero je bil vložen predlog za obtožbo, onemogoči izvajanje pooblastil, dokler razsodba ne razsodi, odločitev o obtožbi pa ne sme biti daljša od razrešitve.
Po zakonu o ustavnem sodišču mora ustavno sodišče dokončno odločiti v 180 dneh po prejemu kakršne koli zadeve, vključno z obtožbami. Če je toženec že zapustil funkcijo pred razglasitvijo odločbe, se zadeva zaključi.
Od ustanovitve Republike Koreje leta 1948 sta bila obtožena dva predsednika. Leta 2004 je državni zbor obtožil Roh Mo-hjuna, a je ustavno sodišče obtožnico razveljavilo. Kot drugo je parlament leta 2016 obtožil Park Gun-hje, obtožbo pa je ustavno sodišče potrdilo 10. marca 2017. 

### Smrt med mandatom
Do sedaj je med mandatom umrl en predsednik:
- Park Čung-he, ki ga je Kim Dže-gju]] umoril 26. oktobra 1979.

## Nadomestilo in privilegiji
Od leta 2021 predsednik prejema plačo v višini 240.648.000 JPY  skupaj z nerazkritim računom stroškov za kritje potovanj, blaga in storitev med opravljanjem funkcije.
Modra hiša v Seulu je uradno delovno mesto in rezidenca predsednika. Predsednik ima tudi rezidenco na otoku Godže, ki je podoben ameriškemu Camp Davidu, čeprav ga redko uporabljajo.
Poleg tega predsedstvo republike vzdržuje tudi urad Čongri Gongvan in pisarno premierjev v Seulu, ki jih predsednik vlade republike uporablja kot svoje uradno prebivališče in uradno delovno mesto, skupaj z vsemi drugimi uradnimi vladnimi uradi in prebivališči.
Predsednik ima tudi številne regionalne pisarne, zlasti v večjih mestih, ki so kadar koli pripravljene sprejeti predsednika. Čeprav niso prebivališča, so v lasti zvezne vlade in jih predsednik uporablja, ko je v določeni regiji ali mestu.
Za cestna potovanja predsednik uporablja močno modificiran športni terenec Hyundai Nexo, ki služi kot predsedniško državno vozilo. Za letalska potovanja predsednik uporablja močno modificirano letalo, ki je vojaška različica Boeinga 747-400 s pozivnim znakom Code One in močno modificiran helikopter, ki je vojaška različica Sikorsky S-92, ki služi kot predsedniški helikopter.

## Po predsedstvu
Vsi nekdanji predsedniki prejemajo dosmrtne pokojnine in varovanje predsedniške varnostne službe; v nasprotju s predsednikom vlade zaščite ne more zavrniti. Vsi nekdanji predsedniki so pokopani z državnimi častmi in predsedniško knjižnico kot spomin.

## Seznam predsednikov
Glej članek: Seznam predsednikov Južne Koreje

## Živeči nekdanji predsedniki
Od leta 2025 so še vedno živi štirje nekdanji predsedniki:
- Čun Do-hvan
(1980–1988)
Age 94
- Le Mjung-bak
(2008–2013)
Age 83
- Park Gun-hje
(2013–2017)
Age 73
- Mun Dže In
(2017–2022)
Age 72

Najdlje živeči predsednik je bil Jun Po-son, ki je umrl 18. julija 1990 (v starosti 92 let, 326 dni). Zadnji predsednik, ki je umrl, je bil Kim Jung-sam, ki je umrl 22. novembra 2015 (v starosti 87 let, 337 dni).

## Odnosi med predsedniki
1. Park Čung-he in Park Gun-hje: oče in hči [9]